# Кое-что про Амелию
«Кое-что́ про Аме́лию» (англ. Something About Amelia) — телевизионный фильм, повествующий о семейной драме, вызванной инцестом. Премьера состоялась в 1984 году. Самое популярный фильм недели в США с 9 по 15 января 1984 года.

## В ролях
- Тед Дэнсон
- Гленн Клоуз
- Мелисса Френкис
- Роксана Зал
- Оливия Коул

## Награды и номинации
- За работу в этом фильме Роксана Зал стала самым молодым победителем награды Эмми.
- Гленн Клоуз номинирована на Эмми (Emmy Award for Best Actress in a Miniseries or Movie) и Золотой глобус (Премия «Золотой глобус» за лучшую женскую роль — мини-сериал или телефильм — Golden Globe Award for Best Actress — Miniseries or Television Film)
- Фильм был номинирован на премию Эмми в 8 праймтаймовых категориях и выиграл в трёх из них (Выдающийся телевизионный фильм, Лучший сценарий фильма и Лучшая актриса второго плана).
- Также фильм был номинирован на 4 Золотых глобуса и выиграл в номинации Лучший мини-сериал или телефильм и Лучшая мужская роль (Тед Денсон) в сериале или фильме[2].